# Demodes bimaculata
Demodes bimaculata là một loài bọ cánh cứng trong họ Cerambycidae.